# Prémio Vasco Vilalva para a recuperação e valorização do património
O Prémio Vasco Vilalva é um prémio anual, atribuído pela Fundação Calouste Gulbenkian, destinado a premiar os melhores projectos que visem conservar, recuperar, valorizar ou divulgar o Património móvel ou imóvel Português.
O prémio, homenageando o mecenas Vasco Vilalva (1913 — 1975), foi criado em 2005 por acordo entre a Condessa de Vilalva e a Fundação Calouste Gulbenkian. O prémio é no valor de 50.000 euros.

## Premiados
- 2007 — Associação Cultural da Casa Sabugosa e São Lourenço — Tratamento e divulgação da Biblioteca da Casa Sabugosa e São Lourenço (também conhecido por Palácio dos Condes de São Lourenço)  [3].
  - Referência honrosas ao Projecto de Inventariação, Salvaguarda, Restauro e Divulgação do Património Cultural Religioso no Baixo Alentejo, do Departamento de Património Histórico da Diocese de Beja, e ao Projecto de Restauro da Capela da Misericórdia de Arouca, da Santa Casa da Misericórdia de Arouca que se destacaram dentro das mais de duas dezenas de candidaturas[4].
- 2008 — Departamento do Património Histórico e Artístico da Diocese de Beja (DPHA)[3] pelo seu contributo para a defesa do património artístico da região e pelos projectos Monumentos Vivos e Festival Terras sem Sombra de Música Sacra do Baixo Alentejo[5].
- 2009 — Recuperação e valorização das ruínas romanas da Cidade de Ammaia[3] pela Fundação Cidade de Ammaia[6].
- 2010 — Restauro da Igreja do Sacramento[3] pela Irmandade do Santíssimo Sacramento[7][8].
- 2011 — Recuperação e adaptação de edifício pombalino pelo atelier José Adrião Arquitectos[3]. O edifício referido situa-se na Baixa de Lisboa, no cruzamento da Rua dos Fanqueiros com a Rua da Conceição[9].
- 2012 —Tesouro açoriano (S. Miguel, Açores) (projecto de requalificação e de musealização de um conjunto escultórico do século XIX, o Arcano Místico de Madre Margarida do Apocalipse, composto por milhares de pequenas figuras que representam mistérios do Antigo e do Novo Testamento)[10][3]
- 2013 - Museu do Caramulo
- 2014 - Museu Diocesano de Santarém
- 2015 - Restauro e recuperação da Igreja e Torre dos Clérigos, Porto
- 2016 - Santuário de Nossa Senhora das Preces, em Vale de Maceira;
- 2017 - Edifício da Cerâmica Antiga de Coimbra
- 2020 - Igreja de Santa Isabel, em Lisboa
- 2021 - Igreja de São José dos Carpinteiros, em Lisboa
- 2022 - Sé do Funchal, no Funchal
- 2023 - Chalet Ficalho, em Cascais
- 2024 - Biblioteca da Brotéria – Limpeza, Higienização e Restauro do Livro